# A Hard Day’s Night
Az A Hard Day's Night a Beatles harmadik albuma, amely 1964-ben jelent meg azonos című filmjük zenéjeként.
Megfigyelhető rajta a zenekar tagjainak dalszerzői fejlődése, de megmarad a rock and roll alapvető hangszerelésénél és dalformátumainál. Jelentősebb számai a címadó dal (határozott, azonnal felismerhető nyitóakkordjaival), a fülbemászó Can't Buy Me Love és az And I Love Her, amely az első a népszerű McCartney balladák sorában.
Az album (és a film) címe a dobos, Ringo Starr akaratlan alkotása. Az együttes épp elkezdte forgatni a filmet, de annak még nem volt elnevezése. Egy nagyon fárasztó forgatás után Starr abban a tudatban jött ki a stúdióból, hogy még nappal van és megjegyezte: „Ez egy nehéz nap…” (ekkor észrevette, hogy már sötét van) „…éjszakája volt.” A többieknek annyira tetszett a dolog, hogy ezt a címet adták a készülő filmnek.
Az album szerepel az 1001 lemez, amit hallanod kell, mielőtt meghalsz című könyvben.

## Az album dalai

### A oldal
|    | Cím                              | Szerző(k)                   | Ének/Háttérvokál                  | Hossz |
| -- | -------------------------------- | --------------------------- | --------------------------------- | ----- |
| 1. | A Hard Day's Night               | John Lennon, Paul McCartney | JLennon, McCartney                | 2:32  |
| 2. | I Should Have Known Better       | Lennon                      | Lennon/McCartney                  | 2:44  |
| 3. | If I Fell                        | Lennon, McCartney           | Lennon/McCartney                  | 2:22  |
| 4. | I'm Happy Just to Dance with You | Lennon, McCartney           | George Harrison/Lennon, McCartney | 1:58  |
| 5. | And I Love Her                   | McCartney                   | McCartney                         | 2:31  |
| 6. | Tell Me Why                      | Lennon                      | Lennon/McCartney, Harrison        | 2:09  |
| 7. | Can't Buy Me Love                | Lennon, McCartney           | McCartney                         | 2:14  |

### B oldal
|    | Cím                  | Szerző(k)         | Ének/Háttérvokál           | Hossz |
| -- | -------------------- | ----------------- | -------------------------- | ----- |
| 1. | Any Time at All      | Lennon            | Lennon                     | 2:13  |
| 2. | I'll Cry Instead     | Lennon            | Lennon                     | 1:47  |
| 3. | Things We Said Today | McCartney         | McCartney/Lennon           | 2:38  |
| 4. | When I Get Home      | Lennon            | Lennon/McCartney, Harrison | 2:18  |
| 5. | You Can't Do That    | Lennon            | Lennon/McCartney, Harrison | 2:37  |
| 6. | I'll Be Back         | Lennon, McCartney | Lennon/McCartney           | 2:21  |

## Az amerikai kiadás
Az egyesült államokbeli verziót a United Artists jelentette meg 1964. június 26-án. A film hét dala volt rajta (A Hard Day's Night, Tell Me Why, I'm Happy Just To Dance With You, I Should Have Known Better, If I Fell, And I Love Her, Can't Buy Me Love) és az I'll Cry Instead, valamint a négy Lennon-McCartney dal George Martin által hangszerelt instrumentális változata (I Should Have Known Better, And I Love Her, Ringo's Theme (This Boy) és az A Hard Day's Night)